# Grosz Gizella
Grosz Gizella Sára, külföldön Gisela Grosz, férjezett nevén Gisela Sara Weißmann (Szilágysomlyó, 1875. november 26. – Riga, Lettország, 1942. január 13. után) magyarországi születésű német zongoraművész. 

## Élete
Grosz Gizella zsidó családban született Szilágysomlyóban. A Zeneakadémián Thomán István növendéke volt. Első koncertjeit Budapesten adta 1897-ben, valamint Lipcsében 1898-ban és Berlinben 1899-ben. 1898-tól Berlinben élt, ahol Teresa Carreño-nál képezte magát. 
Többször (1902, 1905, 1908, 1909) fellépett szólistaként a Berlini Filharmonikus Zenekarral. 1906. február 6-án egyike volt azon női zongoristáknak, akiknek a játékát a Welte-Mignon segítségével rögzítették.
1911-ben lemondott koncertkarrierjéről, miután feleségül ment Adolf Weissmannhoz (1873-1929), a jól ismert berlini zenekritikushoz, aki Bizet, Chopin, Verdi és Puccini életrajzának szerzőjeként is ismert volt. Miután visszavonult a koncertezéstől, zongoratanárként dolgozott. A férjével az 1920-as években gyakran tartottak otthon koncerteket, a házastárs 1929-ben bekövetkezett haláláig. 1937 és 1940 között a berlini telefonkönyvben Gisella Weissmann (Weißmann) néven szerepelt. 1940-ben a törvényben előírt zsidó nevét, a Sarát is feltüntették a listában. 1941-ben pedig a zsidókat törölték a telefonkönyvekből. 1942 januárjában deportálták a rigai gettóba, ahol még abban az évben meghalt. Halálának pontos dátuma és körülményei nem ismertek. 
Férjétől még a házasságkötésük előtt, 1908-ban született meg egyetlen gyermeke, Ilse. A lányából később szintén zongorista lett, s főképp ő tanította berlini tartózkodásuk alatt és Konrad Wolff Párizsban. 1933-tól Ilse Weissmann Franciaországban, Angliában és Olaszországban élt, s végül az USA-ba emigrált, ahol 2000-ben hunyt el. 

## További irodalom
- Weißmann Adolf: Berlin als Musikstadt: Geschichte der Oper und Konzerts von 1740 bis 1911. Berlin, Schuster & Loeffler, 1911
- Walter Niemann : Meister des Klaviers, Berlin, Schuster & Loeffler, 1919

## Fordítás
- Ez a szócikk részben vagy egészben  a   Gisella Grosz című angol Wikipédia-szócikk ezen változatának fordításán alapul.  Az eredeti cikk szerkesztőit annak laptörténete sorolja fel. Ez a jelzés csupán a megfogalmazás eredetét és a szerzői jogokat jelzi, nem szolgál a cikkben szereplő információk forrásmegjelöléseként.